# Bonsi della Ruota

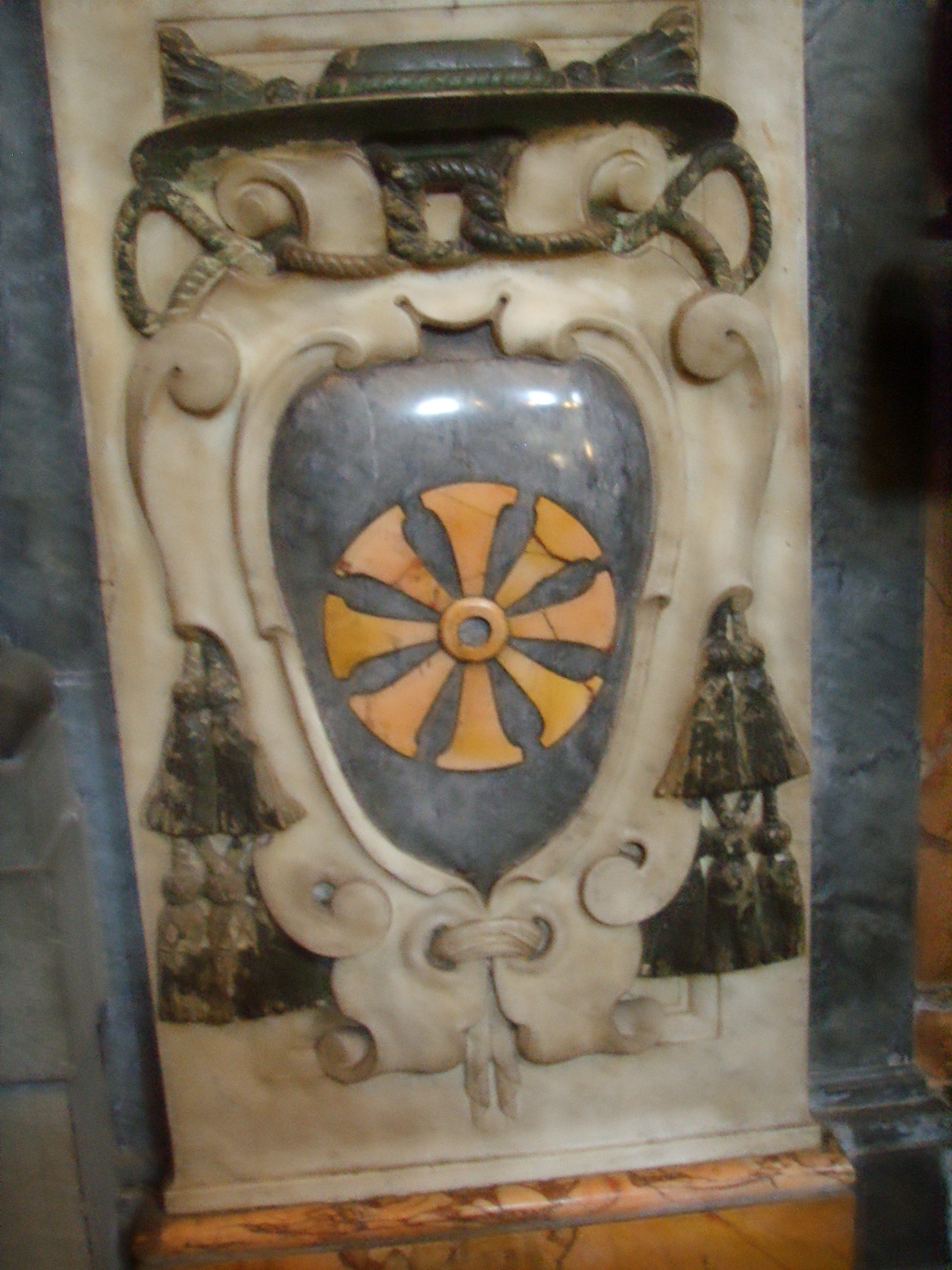
Stemma Bonsi

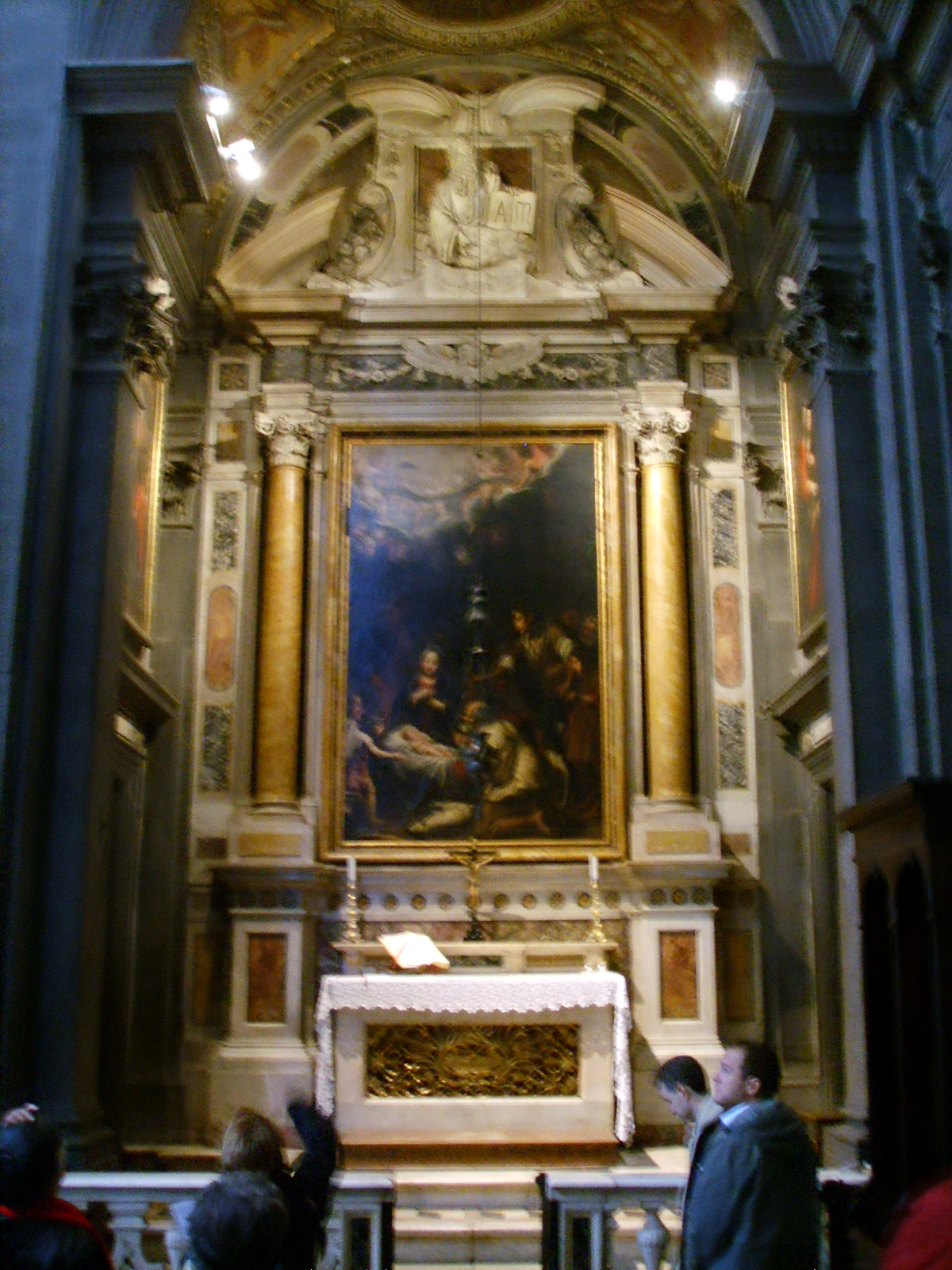
La cappella Bonsi-della Natività nella chiesa di San Gaetano a Firenze

I Bonsi, o Bonsi della Ruota, sono un'antica famiglia nobiliare di Firenze. Il nome familiare è Bonsi a cui aggiunsero "della Ruota" per distinguersi da altre famiglie fiorentine, ma spesso si trovano semplicemente indicati col nome, talvolta nella grafia Buonsi.

## Storia familiare
L'appellativo della Ruota fu scelto riferendosi allo stemma familiare, che prevede una ruota d'oro in campo azzurro senza cerchi. Non inurbati, ma originari di dentro le mura, i Bonsi possedettero case nella zona di via de' Bardi, in Oltrarno. La famiglia si dedicò al commercio della lana, della seta e alla "mercatura" (attività bancaria), seguendo la strada che maggior prosperità portava ai fiorentini.
Durante la Repubblica diedero al governo tre Gonfalonieri di Giustizia e ventiquattro priori. Il primo a distinguersi in politica fu Ugolino Bonsi, che nel 1389 fu sindaco delle fortezze del Comune. Seguì Angelo di Donato, nel Consiglio del Popolo nel 1441. Bernardo di Baldassarre fu capitano di galea e suo figlio Domenico fu un importante giurista e ambasciatore, incaricato di difendere le ragioni di Savonarola presso Alessandro VI.
Durante tutto il principato mediceo ottennero numerosi incarichi e vari senatoriati, anche se si distinse soprattutto il ramo emigrato in Francia, al seguito di Caterina de' Medici prima e di Maria de' Medici poi. In quegli anni i Bonsi ricevettero l'appannaggio quasi esclusivo del vescovado di Béziers, a partire da Tommaso di Roberto. Contemporaneamente Roberto di Domenico Bonsi fu messo a capo dell'esercito francese, ed entrò in contatto con la nutrita colonia dei fuorusciti fiorentini, con gli Strozzi, gli Alamanni e forse anche Lorenzino de' Medici. 
Anche Giovanni Bonsi fu vescovo di Béziers, ed elemosiniere di Maria de' Medici. Vicinissimo alla corte parigina, vi introdusse numerosi nipoti, maschi e femmine, e nel 1611 fu fatto cardinale. Negli anni del confino di Maria al castello di Blois, fu uno dei due religiosi potenti che resistettero vicino alla regina: il secondo era l'allora vescovo Richelieu, che lo sconfisse nella gara di guida politica della regina. Col mutare delle alleanze, Richelieu si schierò dalla parte del giovane re Luigi XIII, ma di nuovo il Bonsi non riuscì a divenire consigliere della regina, scavalcato dall'abate Luigi Rucellai. 
Un altro cardinale fu Piero Bonsi, vescovo di Tolosa e di Narbona. 
La famiglia si estinse nel 1823, con Lelio di Ugolino Bonsi.

## Lo stemma
Lo stemma Bonsi è una ruota di mulino d'oro in campo azzurro. I colori significano la loro antica appartenenza alla Parte Guelfa.